# Albert Graßmann
Albert Graßmann (Lebensdaten unbekannt) war ein deutscher Fußballspieler.

## Karriere
Graßmann kam in der vom Verband Berliner Ballspielvereine durchgeführten Berliner Meisterschaft in der Saison 1910/11 als Mittelfeldspieler in einer neun Mannschaften umfassenden Liga für FC Viktoria Berlin zum Einsatz. Als ungeschlagener Erstplatzierter aus dieser hervorgegangen, nahm die Viktoria auch an der Endrunde um die Deutsche Meisterschaft teil. Graßmann spielte am 21. Mai 1911 in Hamburg beim 4:0-Sieg im Halbfinale über Holstein Kiel. Danach war er auch in der ersten Elf aufgestellt, welche am 4. Juni 1911 in Dresden das Finale gegen den VfB Leipzig mit 3:1 gewann.